# Magnolia sambuensis
Magnolia sambuensis este o specie de plante din genul Magnolia, familia Magnoliaceae. A fost descrisă pentru prima dată de Henri François Pittier, și a primit numele actual de la Rafaël Herman Anna Govaerts. A fost clasificată de IUCN ca specie vulnerabilă. Conform Catalogue of Life specia Magnolia sambuensis nu are subspecii cunoscute.